# Morti il 7 giugno
| Questa pagina contiene informazioni ricavate automaticamente dalle voci biografiche con l'ausilio del template Bio e di un bot. L'aggiornamento è periodico e automatico e ricostruisce completamente la pagina. Se manca una persona in questa lista, sei pregato di non aggiungerla, ma accertati piuttosto che la sua voce biografica contenga il template Bio e che i dati anagrafici siano correttamente compilati. Se il template Bio manca, inseriscilo tu stesso o, in alternativa, metti l'avviso {{tmp\|Bio}} che ne segnala la mancanza. Se i dati riportati sono sbagliati, correggi direttamente la voce biografica; le modifiche saranno visibili in questa lista entro pochi giorni. Per chiarimenti vedi il progetto biografie. La lista contiene solo le 469 persone che sono citate nell'enciclopedia e per le quali è stato implementato correttamente il template Bio. Pagina aggiornata al 5 ago 2025. |

## VI secolo(1)
- 555 - Papa Vigilio, papa e vescovo italiano

## IX secolo(1)
- 862 - Al-Muntasir, califfo (n. 837)

## X secolo(1)
- 929 - Elfrida del Wessex, nobile inglese

## XI secolo(2)
- 1048 - Bernone di Reichenau, abate e musicologo tedesco
- 1066 - Godescalco dei Vendi, re obodrita

## XII secolo(1)
- 1154 - Al-'Abbas ibn Abi l-Futuh, berbero (n. 1115)

## XIII secolo(3)
- 1250 - Wislaw I, sovrano danese
- 1263 - Bonifacio di Savoia, conte (n. 1244)
- 1296 - Philippe di Beaumanoir, giurista francese

## XIV secolo(9)
- 1329 - Roberto I di Scozia, re scozzese (n. 1274)
- 1337 - Guglielmo I di Hainaut, nobile francese (n. 1286)
- 1337 - Gwenllian ferch Llywelyn, nobile gallese (n. 1282)
- 1341 - Al-Nasir Muhammad, sultano (n. 1285)
- 1358 - Ashikaga Takauji, militare giapponese (n. 1305)
- 1361 - Pierre de la Foret, cardinale e arcivescovo cattolico francese (n. 1305)
- 1384 - Simon de Langres, vescovo cattolico francese
- 1390 - Amaury de Lautrec, cardinale e vescovo cattolico francese
- 1394 - Anna di Boemia, nobile cecoslovacca (n. 1366)

## XV secolo(4)
- 1438 - Barsbāy, sultano egiziano
- 1475 - Vincenzo Amidani, funzionario italiano (n. 1410)
- 1478 - Bartolomeo Bellencini, giurista italiano (n. 1428)
- 1492 - Casimiro IV di Polonia, sovrano polacco (n. 1427)

## XVI secolo(7)
- 1522 - Jacopo da Diacceto, letterato e scrittore italiano (n. 1494)
- 1555 - Maarten van Rossum, condottiero olandese
- 1558 - Jacques d'Annebaut, vescovo cattolico e cardinale francese (n. 1500)
- 1571 - Francesco Corteccia, compositore e organista italiano (n. 1502)
- 1571 - Alessandro Pallantieri, funzionario italiano (n. 1505)
- 1577 - Daniele di Waldeck, militare tedesco (n. 1530)
- 1588 - Filippo II di Baden-Baden, nobile tedesco (n. 1559)

## XVII secolo(19)
- 1603 - Şehzade Mahmud, principe ottomano (n. 1587)
- 1615 - Pedro Manrique de Lara, arcivescovo cattolico e teologo spagnolo (n. 1553)
- 1618 - Thomas West, III barone De La Warr, nobile inglese (n. 1577)
- 1624 - Giuseppe Biancani, gesuita, matematico e astronomo italiano (n. 1566)
- 1626 - Anna di San Bartolomeo, mistica e religiosa spagnola (n. 1549)
- 1628 - Alessandro Petrucci, arcivescovo cattolico italiano
- 1632 - Lavinia Feltria della Rovere, nobile italiana (n. 1558)
- 1640 - Antonio de Oquendo y Zandátegui, ammiraglio spagnolo (n. 1577)
- 1654 - Giovan Battista Andreini, attore teatrale e drammaturgo italiano
- 1658 - Władysław Gonzaga Myszkowski, nobile, politico e militare polacco
- 1658 - Domenico Pugliani, pittore italiano (n. 1589)
- 1660 - Giorgio II Rákóczi, principe (n. 1621)
- 1667 - Rodrigo de Arriaga, filosofo, gesuita e teologo spagnolo (n. 1592)
- 1683 - Giovanni Ghisolfi, pittore italiano (n. 1623)
- 1683 - George Ravenscroft, imprenditore britannico (n. 1632)
- 1686 - Pietro Mengoli, matematico italiano (n. 1626)
- 1689 - Alphonse de Berghes, arcivescovo cattolico belga (n. 1624)
- 1689 - Catherine Bellier, nobildonna francese (n. 1614)
- 1697 - John Aubrey, fisico, naturalista e letterato britannico (n. 1626)

## XVIII secolo(25)
- 1723 - Dorotea Sofia d'Assia-Darmstadt, nobile (n. 1689)
- 1724 - Johann Hugo von Wilderer, compositore tedesco
- 1725 - Pirro Visconti, I marchese di Borgoratto, nobile e politico italiano (n. 1652)
- 1728 - Ivan Petrovič Tolstoj, politico russo (n. 1685)
- 1729 - Charles-Albert II Le Moyne de Longueil, militare e politico francese (n. 1656)
- 1738 - Antoine Crozat, imprenditore francese (n. 1655)
- 1740 - Alexander Spotswood, politico, militare e esploratore britannico (n. 1676)
- 1744 - Pietro Ercole Fava, pittore italiano (n. 1669)
- 1752 - Leonardo Antonio Olivieri, pittore italiano (n. 1689)
- 1752 - Lorenzo Tartagni, vescovo cattolico italiano (n. 1666)
- 1761 - Giovanni Filippo Antonio San Martino, vescovo cattolico italiano (n. 1711)
- 1764 - Sofia Carolina di Brandeburgo-Kulmbach, principessa tedesca (n. 1705)
- 1769 - Antoine-Alexandre-Henri Poinsinet, commediografo e librettista francese (n. 1735)
- 1774 - Giuseppe Maria Carretti, compositore italiano (n. 1690)
- 1779 - William Warburton, scrittore, critico letterario e vescovo anglicano inglese (n. 1698)
- 1779 - Filippo Giuseppe di Salm-Kyrburg, principe (n. 1709)
- 1786 - Lorenzo Borsini, compositore italiano
- 1789 - Václav Jan Kopřiva, compositore e organista ceco (n. 1708)
- 1792 - Reuben Burrow, matematico, saggista e orientalista inglese (n. 1747)
- 1792 - Tommaso Maria Mamachi, teologo e storico italiano (n. 1713)
- 1793 - Vitaliano Borromeo, cardinale e arcivescovo cattolico italiano (n. 1720)
- 1796 - Elisabetta Caminer, scrittrice e editrice italiana (n. 1751)
- 1796 - Giovanni XVIII di Alessandria, vescovo cristiano orientale egiziano
- 1799 - Vittoria di Borbone-Francia, principessa (n. 1733)
- 1799 - Barbara Campanini, ballerina italiana (n. 1719)

## XIX secolo(64)
- 1802 - Onofrio Galeota, patriota italiano (n. 1732)
- 1808 - Johann Jakob Hartenkeil, medico e chirurgo tedesco (n. 1761)
- 1809 - Dar'ja Aleksandrovna Rumjanceva, nobildonna russa (n. 1730)
- 1810 - Luigi Schiavonetti, incisore italiano (n. 1764)
- 1820 - Louis Pierre Louvel, assassino francese (n. 1783)
- 1821 - Louis Claude Marie Richard, botanico francese (n. 1754)
- 1821 - Tudor Vladimirescu, rivoluzionario rumeno (n. 1780)
- 1826 - Joseph von Fraunhofer, fisico e astronomo tedesco (n. 1787)
- 1831 - Giovanni Pietro Luigi Cacherano d'Osasco, generale e nobile italiano (n. 1740)
- 1838 - Laure Junot d'Abrantès, scrittrice francese (n. 1784)
- 1839 - Giuseppe Giannuzzi, medico e politico italiano (n. 1769)
- 1840 - Jean Baptiste Bouchotte, politico e militare francese (n. 1754)
- 1840 - Federico Guglielmo III di Prussia, re prussiano (n. 1770)
- 1840 - Népomucène Lemercier, poeta e drammaturgo francese (n. 1771)
- 1842 - James Barbour, politico statunitense (n. 1775)
- 1843 - Alexis Bouvard, astronomo francese (n. 1767)
- 1843 - Friedrich Hölderlin, poeta tedesco (n. 1770)
- 1843 - Markijan Semenovyč Šaškevyč, poeta e scrittore ucraino (n. 1811)
- 1845 - Louis Alexis Desmichels, generale francese (n. 1779)
- 1846 - Antonio Maria Gianelli, vescovo cattolico italiano (n. 1789)
- 1848 - Vissarion Grigor'evič Belinskij, filosofo e critico letterario russo (n. 1811)
- 1853 - Joseph Norbert Provencher, missionario e vescovo cattolico canadese (n. 1787)
- 1853 - Giuseppina Ronzi de Begnis, soprano italiano (n. 1800)
- 1855 - Alessandro La Marmora, generale e patriota italiano (n. 1799)
- 1856 - Mathurin-Joseph Brisset, scrittore, poeta e drammaturgo francese (n. 1792)
- 1860 - Daulo Augusto Foscolo, patriarca cattolico italiano (n. 1785)
- 1860 - Carlo Valcarenghi, patriota italiano (n. 1838)
- 1863 - Franz Xaver Gruber, compositore austriaco (n. 1787)
- 1863 - Michail Vasil'evič Paškov, generale russo (n. 1802)
- 1866 - Capo Seattle, condottiero nativo americano
- 1867 - Louis-Michel Morris, generale francese (n. 1803)
- 1867 - Angelo Paggi, ebraista italiano (n. 1789)
- 1867 - Ettore de Sonnaz, nobile, generale e politico italiano (n. 1787)
- 1868 - Epifanio Fagnani, politico italiano (n. 1793)
- 1868 - Gaetano Scovazzo, politico italiano (n. 1782)
- 1870 - Gaetano Afan de Rivera, militare italiano (n. 1816)
- 1870 - Friedrich Hohe, litografo e pittore tedesco (n. 1802)
- 1870 - Pedro de Araújo Lima, politico brasiliano (n. 1787)
- 1871 - August Immanuel Bekker, filologo classico e grecista tedesco (n. 1785)
- 1871 - Pietro Marrelli, patriota italiano (n. 1799)
- 1871 - Wenceslao Paunero, generale e politico argentino (n. 1805)
- 1872 - Gregorio Ugdulena, presbitero, orientalista e politico italiano (n. 1815)
- 1874 - Policarpo Bandini, politico italiano (n. 1801)
- 1874 - Abraam Firkovič, rabbino, scrittore e archeologo russo (n. 1786)
- 1876 - Errico Alvino, architetto e urbanista italiano (n. 1809)
- 1876 - Giuseppina di Leuchtenberg, sovrana svedese (n. 1807)
- 1878 - Domenico Ferri, architetto e scenografo italiano (n. 1795)
- 1880 - Francisco Bolognesi, militare peruviano (n. 1816)
- 1880 - Giuseppe Paoli, fantino italiano (n. 1839)
- 1882 - Alexandra Levinton Rosset, nobildonna russa (n. 1809)
- 1883 - George Bowyer, VII baronetto, politico inglese (n. 1811)
- 1884 - Nicola Zanichelli, editore italiano (n. 1819)
- 1886 - Richard March Hoe, inventore statunitense (n. 1812)
- 1888 - Edmond Le Bœuf, generale francese (n. 1809)
- 1889 - Maria Teresa de Soubiran La Louvière, religiosa francese (n. 1834)
- 1893 - Edwin Booth, attore teatrale statunitense (n. 1833)
- 1894 - Hasan I del Marocco, sultano marocchino (n. 1836)
- 1894 - William Dwight Whitney, linguista, filologo e lessicografo statunitense (n. 1827)
- 1895 - Pietro Fosci, fantino italiano (n. 1863)
- 1897 - Victor Mottez, pittore francese (n. 1809)
- 1898 - Giuseppe Ceneri, politico italiano (n. 1827)
- 1899 - Augustin Daly, drammaturgo, regista e produttore teatrale statunitense (n. 1838)
- 1900 - Antonio Guadagnini, pittore italiano (n. 1817)
- 1900 - Ivannicius, religioso russo (n. 1826)

## XX secolo(215)
- 1902 - Victor Étienne Cesson, pittore e decoratore francese (n. 1835)
- 1904 - Luigi Di Gropello Tarino, politico italiano (n. 1833)
- 1905 - Il Biondin, brigante italiano (n. 1871)
- 1905 - Adolfo Mussafia, filologo e glottologo italiano (n. 1835)
- 1907 - Alfred Newton, zoologo e ornitologo britannico (n. 1829)
- 1907 - Edward Routh, matematico inglese (n. 1831)
- 1909 - Marama Teururai, nobile (n. 1851)
- 1910 - William Butler, militare e politico britannico (n. 1838)
- 1910 - Henrique Alvim Corrêa, illustratore brasiliano (n. 1876)
- 1911 - Carlos Fernández Shaw, poeta e scrittore spagnolo (n. 1865)
- 1911 - Benjamin Keys, arciere statunitense (n. 1853)
- 1911 - Maurice Rouvier, politico francese (n. 1842)
- 1912 - Johnny Behan, statunitense (n. 1844)
- 1912 - Albert Welti, pittore e incisore svizzero (n. 1862)
- 1913 - Silvio Giulio Rotta, pittore italiano (n. 1853)
- 1915 - Charles Aubert, ammiraglio francese (n. 1848)
- 1915 - Oswald Carver, canottiere britannico (n. 1887)
- 1915 - Otto van der Haegen, militare e aviatore tedesco (n. 1887)
- 1915 - Hilda Sjölin, fotografa svedese (n. 1835)
- 1916 - Émile Faguet, critico letterario francese (n. 1847)
- 1917 - Carl Hermann Ethé, orientalista tedesco (n. 1844)
- 1917 - Félix Le Dantec, biologo francese (n. 1869)
- 1918 - Edmund Lesser, dermatologo tedesco (n. 1852)
- 1919 - Henning von Holtzendorff, ammiraglio tedesco (n. 1853)
- 1920 - Emilio Boggio, pittore venezuelano (n. 1857)
- 1921 - Hans Christian Mortensen, ornitologo danese (n. 1856)
- 1924 - William Pirrie, imprenditore irlandese (n. 1847)
- 1924 - Carlo Sada, architetto italiano (n. 1849)
- 1924 - Friedrich Spitta, teologo tedesco (n. 1852)
- 1926 - Nikolaj Semënovič Čcheidze, rivoluzionario e politico georgiano (n. 1864)
- 1926 - Vittorio Polacco, giurista e politico italiano (n. 1859)
- 1927 - Mariano Agosta, pittore italiano (n. 1850)
- 1927 - Charles Andrew Gilman, politico statunitense (n. 1833)
- 1927 - José Pedro Montero, politico paraguaiano (n. 1878)
- 1927 - Pëtr Lazarevič Vojkov, rivoluzionario russo (n. 1888)
- 1928 - William Todd Lithgow, imprenditore britannico (n. 1854)
- 1929 - Henri Gervex, pittore francese (n. 1852)
- 1930 - Julius Smend, teologo tedesco (n. 1857)
- 1932 - Emil Paur, direttore d'orchestra austriaco (n. 1855)
- 1933 - Pompeo Baldoni, politico italiano (n. 1857)
- 1934 - Henry Case, golfista statunitense (n. 1861)
- 1935 - Ivan Vladimirovič Mičurin, agronomo, botanico e genetista russo (n. 1855)
- 1935 - Julius Szilassy von Szilas und Pilis, diplomatico e nobile ungherese (n. 1870)
- 1935 - Nicola Zingarelli, filologo e linguista italiano (n. 1860)
- 1936 - Lola Mora, scultrice argentina (n. 1866)
- 1936 - Marco Sales, teologo e biblista italiano (n. 1877)
- 1937 - Charles Brown, giocatore di roque statunitense (n. 1867)
- 1937 - Alphonse Decuyper, pallanuotista francese (n. 1877)
- 1937 - Jean Harlow, attrice statunitense (n. 1911)
- 1937 - Monroe Owsley, attore statunitense (n. 1900)
- 1937 - Roy Watson, attore statunitense (n. 1876)
- 1938 - Harry Corner, crickettista britannico (n. 1874)
- 1938 - Jenő Dsida, poeta e traduttore ungherese (n. 1907)
- 1939 - Robert Louis Antral, pittore, incisore e litografo francese (n. 1895)
- 1940 - Adolfo Gandino, compositore italiano (n. 1878)
- 1940 - James Hall, attore statunitense (n. 1900)
- 1940 - Hugh Rodman, ammiraglio statunitense (n. 1859)
- 1942 - Jean Dunand, artista svizzero (n. 1877)
- 1942 - Bruno Sorich, canottiere italiano (n. 1904)
- 1942 - Gustav Wegner, astista tedesco (n. 1903)
- 1943 - Carmine Di Giosia, militare italiano (n. 1922)
- 1944 - Erna Eifler, attivista tedesca (n. 1908)
- 1944 - Helmut Michalik, militare tedesco (n. 1894)
- 1944 - Edmondo Riva, partigiano italiano (n. 1901)
- 1944 - Hanson Turner, militare britannico (n. 1910)
- 1944 - Joseph Villeneuve de Janti, entomologo francese (n. 1868)
- 1945 - Mile Budak, politico e scrittore croato (n. 1889)
- 1945 - Oskar Dirlewanger, generale e criminale di guerra tedesco (n. 1895)
- 1945 - Julije Makanec, politico, insegnante e scrittore croato (n. 1904)
- 1945 - Nikola Mandić, avvocato e politico croato (n. 1869)
- 1945 - Nishida Kitarō, filosofo giapponese (n. 1870)
- 1946 - Charles L'Eplattenier, architetto, pittore e scultore svizzero (n. 1874)
- 1946 - Karl Fischer von Treuenfeld, generale tedesco (n. 1885)
- 1947 - Meredith Colket, astista statunitense (n. 1878)
- 1947 - John Hannah, militare e aviatore scozzese (n. 1921)
- 1947 - Siegfried Kasche, ambasciatore tedesco (n. 1903)
- 1947 - Miroslav Navratil, generale e aviatore croato (n. 1893)
- 1948 - John Montgomery, cavaliere e giocatore di polo statunitense (n. 1881)
- 1948 - Mario Sobrero, giornalista e scrittore italiano (n. 1883)
- 1949 - Antonino Lo Surdo, fisico italiano (n. 1880)
- 1949 - Salvatore Segrè Sartorio, dirigente d'azienda e politico italiano (n. 1865)
- 1949 - Bruto Testoni, lottatore italiano (n. 1891)
- 1951 - Paul Blobel, militare e criminale di guerra tedesco (n. 1894)
- 1951 - Werner Braune, militare e agente segreto tedesco (n. 1909)
- 1951 - Erich Naumann, generale tedesco (n. 1905)
- 1951 - Otto Ohlendorf, generale e agente segreto tedesco (n. 1907)
- 1951 - Oswald Pohl, generale tedesco (n. 1892)
- 1952 - Ercole Boero, pallanuotista e allenatore di pallanuoto italiano (n. 1889)
- 1952 - Otto Juliusburger, psichiatra tedesco (n. 1867)
- 1952 - Henri Streicher, missionario e arcivescovo cattolico francese (n. 1863)
- 1953 - Géza Róheim, antropologo e psicoanalista ungherese (n. 1891)
- 1954 - Euclide Silvestri, ingegnere e politico italiano (n. 1876)
- 1954 - Sigurd Smebye, ginnasta norvegese (n. 1886)
- 1954 - Alan Turing, matematico, logico e crittografo britannico (n. 1912)
- 1955 - Francesco Boncompagni Ludovisi, politico e nobile italiano (n. 1886)
- 1955 - Elisabetta d'Assia-Kassel, principessa (n. 1861)
- 1956 - Julien Benda, filosofo e scrittore francese (n. 1867)
- 1956 - Whitey McDonald, calciatore nordirlandese (n. 1902)
- 1958 - Ugo Giannattasio, pittore e scrittore italiano (n. 1888)
- 1958 - Pietro Paolo Trompeo, critico letterario italiano (n. 1886)
- 1958 - Alexander Newton Winchell, geologo e mineralogista statunitense (n. 1874)
- 1959 - Joseph Castiglioni, ginnasta francese (n. 1877)
- 1959 - Édouard Chimot, editore e artista francese (n. 1880)
- 1960 - Maurice Bonham Carter, politico britannico (n. 1880)
- 1960 - Bogoljub Jevtić, politico jugoslavo (n. 1886)
- 1962 - Andrés Ignacio Menéndez, militare e politico salvadoregno (n. 1879)
- 1962 - Joe Profaci, mafioso italiano (n. 1897)
- 1963 - ZaSu Pitts, attrice statunitense (n. 1894)
- 1964 - Sylvia Breamer, attrice australiana (n. 1897)
- 1964 - Meade Lux Lewis, pianista e compositore statunitense (n. 1905)
- 1964 - Pamela Moore, scrittrice statunitense (n. 1937)
- 1964 - Vittorio De Caprariis, storico e giornalista italiano (n. 1924)
- 1965 - Richard Billinger, drammaturgo, poeta e scrittore austriaco (n. 1890)
- 1965 - Judy Holliday, attrice statunitense (n. 1921)
- 1965 - Giuseppe Isnardi, storico, geografo e educatore italiano (n. 1886)
- 1965 - Phil Jordon, cestista statunitense (n. 1933)
- 1966 - Hans Arp, pittore, scultore e poeta francese (n. 1887)
- 1966 - Petru Rocca, politico e scrittore francese (n. 1887)
- 1967 - Vincas Mykolaitis-Putinas, scrittore e poeta lituano (n. 1893)
- 1967 - Dorothy Parker, scrittrice, poetessa e giornalista statunitense (n. 1893)
- 1968 - Carlo Canevini, cestista italiano (n. 1902)
- 1968 - Dan Duryea, attore statunitense (n. 1907)
- 1968 - Margaret Morris, attrice statunitense (n. 1898)
- 1968 - Fëdor Vasil'evič Tokarev, inventore e politico sovietico (n. 1871)
- 1969 - Paride Scacchetti, ciclista su strada italiano (n. 1911)
- 1970 - E. M. Forster, scrittore britannico (n. 1879)
- 1971 - Lauro Amadò, calciatore svizzero (n. 1912)
- 1971 - Leo Burnett, pubblicitario statunitense (n. 1891)
- 1971 - Alvin Saunders Johnson, economista statunitense (n. 1874)
- 1971 - Ben Pollack, batterista e direttore d'orchestra statunitense (n. 1903)
- 1972 - Andrej Budal, scrittore, giornalista e traduttore sloveno (n. 1889)
- 1972 - Umberto Vittorio Cavassa, giornalista italiano (n. 1890)
- 1973 - Mario Allara, giurista italiano (n. 1902)
- 1973 - Lane Bradford, attore statunitense (n. 1922)
- 1973 - Christine Lavant, poetessa e scrittrice austriaca (n. 1915)
- 1973 - Maurice Pelling, scenografo statunitense (n. 1920)
- 1973 - Aleksandr Ponomarëv, allenatore di calcio e calciatore sovietico (n. 1918)
- 1975 - Roger Grosjean, aviatore e archeologo francese (n. 1920)
- 1975 - Giuseppe Trotter, allenatore di calcio e calciatore italiano (n. 1918)
- 1976 - Agostino Gabucci, musicista italiano (n. 1896)
- 1976 - Bobby Hackett, trombettista e chitarrista statunitense (n. 1915)
- 1976 - Donald Walter Gordon Murray, chirurgo canadese (n. 1894)
- 1976 - Shigetarō Shimada, ammiraglio giapponese (n. 1883)
- 1977 - Raymond Cannon, attore, sceneggiatore e regista statunitense (n. 1892)
- 1977 - Gastone Darè, schermidore, dirigente sportivo e politico italiano (n. 1918)
- 1977 - Otto Kaiser, pattinatore artistico su ghiaccio austriaco (n. 1901)
- 1978 - José Mário Donizeti Baroni, calciatore brasiliano (n. 1957)
- 1978 - Ronald Norrish, chimico inglese (n. 1897)
- 1979 - Asa Earl Carter, scrittore e attivista statunitense (n. 1925)
- 1979 - Giuseppe Berti, politico, docente e antifascista italiano (n. 1899)
- 1979 - Enrico Mara, ciclista su strada italiano (n. 1912)
- 1979 - Modesto Valle, calciatore italiano (n. 1893)
- 1980 - Richard Bonelli, baritono statunitense (n. 1889)
- 1980 - Philip Guston, pittore statunitense (n. 1913)
- 1980 - Salvator Gotta, scrittore italiano (n. 1887)
- 1980 - Henry Miller, scrittore, pittore e saggista statunitense (n. 1891)
- 1980 - Adalgisa Nery, poetessa, giornalista e politica brasiliana (n. 1905)
- 1980 - Marian Spychalski, architetto, generale e politico polacco (n. 1906)
- 1981 - Ödön Téry, ginnasta ungherese (n. 1890)
- 1981 - Joseph Wright Jr., canottiere canadese (n. 1906)
- 1982 - Evaristo Barrera, calciatore e allenatore di calcio argentino (n. 1911)
- 1982 - Gustave Heiss, schermidore statunitense (n. 1906)
- 1982 - Carlo Nesi, calciatore italiano
- 1982 - Carlos Vidal, calciatore cileno (n. 1902)
- 1982 - Dominique Marie Đinh Đức Trụ, vescovo cattolico vietnamita (n. 1909)
- 1983 - Daniele Amfitheatrof, direttore d'orchestra russo (n. 1901)
- 1983 - Agostino Bignardi, politico italiano (n. 1921)
- 1984 - George Givot, attore statunitense (n. 1903)
- 1984 - Rudolf Stahl, pallamanista tedesco (n. 1912)
- 1985 - Rudolf Burkert, sciatore nordico cecoslovacco (n. 1904)
- 1985 - Georgia Hale, attrice statunitense (n. 1905)
- 1986 - James Fifer, canottiere statunitense (n. 1930)
- 1987 - Bruno Pallesi, cantante, paroliere e produttore discografico italiano (n. 1921)
- 1988 - Octave Joly, fumettista belga (n. 1910)
- 1988 - Martin Sommer, militare e criminale di guerra tedesco (n. 1915)
- 1989 - Giuseppe Albani, calciatore e allenatore di calcio italiano (n. 1921)
- 1989 - James Cristy, nuotatore statunitense (n. 1913)
- 1989 - Masud Khan, psicoanalista inglese (n. 1924)
- 1989 - Nara Leão, cantante e chitarrista brasiliana (n. 1942)
- 1989 - Izrail' Mechanik, sollevatore sovietico (n. 1909)
- 1989 - George Roughton, calciatore e allenatore di calcio inglese (n. 1909)
- 1990 - Barbara Baxley, attrice statunitense (n. 1923)
- 1990 - Mary Katherine Campbell, modella statunitense (n. 1905)
- 1990 - Petar Šegvić, canottiere jugoslavo (n. 1930)
- 1991 - Aldo Mairano, imprenditore e dirigente sportivo italiano (n. 1898)
- 1991 - Sid McMeekan, cestista britannico (n. 1925)
- 1991 - Ercole Ottaviano, genetista italiano (n. 1937)
- 1992 - Bassano, cantante italiano (n. 1946)
- 1992 - Bill France Sr., pilota automobilistico e dirigente sportivo statunitense (n. 1909)
- 1992 - Bob Sweeney, attore e regista statunitense (n. 1918)
- 1993 - Fabrizio Clerici, pittore, scenografo e costumista italiano (n. 1913)
- 1993 - Dražen Petrović, cestista jugoslavo (n. 1964)
- 1993 - Kurt Weitzmann, storico dell'arte tedesco (n. 1904)
- 1993 - Yang Hansheng, sceneggiatore, drammaturgo e scrittore cinese (n. 1902)
- 1994 - Vincent Nsengiyumva, vescovo cattolico ruandese (n. 1936)
- 1994 - Dennis Potter, sceneggiatore e giornalista inglese (n. 1935)
- 1995 - Josef Brinkhues, vescovo vetero-cattolico tedesco (n. 1913)
- 1995 - Hsuan Hua, monaco buddista cinese (n. 1918)
- 1996 - Bruno Agen, politico italiano (n. 1903)
- 1996 - Marino Raicich, insegnante e politico italiano (n. 1925)
- 1997 - Lewis White Beck, filosofo statunitense (n. 1913)
- 1997 - Jacques Canetti, produttore discografico e direttore artistico francese (n. 1909)
- 1997 - Stanley Schachter, psicologo statunitense (n. 1922)
- 1998 - Giorgio Fregosi, politico italiano (n. 1938)
- 1998 - Wally Gold, produttore discografico, cantante e chitarrista statunitense (n. 1928)
- 1998 - Bohuslav Ondráček, produttore discografico e musicista cecoslovacco (n. 1932)
- 1998 - Ralph Vaughn, cestista statunitense (n. 1918)
- 1999 - Bruno Balke, alpinista, medico e fisiologo tedesco (n. 1907)
- 1999 - Paul Oskar Kristeller, storico della filosofia tedesco (n. 1905)
- 1999 - António Livramento, hockeista su pista e allenatore di hockey su pista portoghese (n. 1943)
- 2000 - Rino Di Cera, cestista italiano (n. 1927)
- 2000 - Carlo Jacono, illustratore e pittore italiano (n. 1929)
- 2000 - Josef Kozák, pallavolista e allenatore di pallavolo cecoslovacco (n. 1920)
- 2000 - Guido Torrigiani, matematico e politico italiano (n. 1920)
- 2000 - Barbara Jo Walker, modella statunitense (n. 1926)

## XXI secolo(117)
- 2001 - Franco Balducci, attore italiano (n. 1922)
- 2001 - Agnes Baldwin, cestista statunitense (n. 1926)
- 2001 - Nazzareno Celestini, calciatore italiano (n. 1914)
- 2001 - Víctor Paz Estenssoro, politico boliviano (n. 1907)
- 2001 - Charles Templeton, fumettista, politico e giornalista canadese (n. 1915)
- 2001 - Horace Walker, cestista statunitense (n. 1937)
- 2002 - Lilian Baels, belga (n. 1916)
- 2002 - Signe Hasso, attrice svedese (n. 1915)
- 2002 - Jim Luisi, cestista e attore statunitense (n. 1928)
- 2002 - William Ryan, psicologo statunitense (n. 1923)
- 2003 - Richard William George Dennis, botanico e micologo britannico (n. 1910)
- 2003 - Trevor Goddard, attore inglese (n. 1962)
- 2003 - Antonio Piromalli, critico letterario, scrittore e poeta italiano (n. 1920)
- 2003 - Abd al-Ghani al-Gamassi, generale egiziano (n. 1921)
- 2003 - Selâhattin Ülkümen, diplomatico turco (n. 1914)
- 2004 - Richard E. Bush, militare statunitense (n. 1924)
- 2004 - Joseph Leo Doob, matematico statunitense (n. 1910)
- 2004 - Don Potter, scultore e insegnante britannico (n. 1902)
- 2004 - Donald Trumbull, effettista statunitense (n. 1909)
- 2005 - Felipe Garín Ortiz de Taranco, storico dell'arte spagnolo (n. 1908)
- 2005 - Edward Anthony McCarthy, arcivescovo cattolico statunitense (n. 1918)
- 2005 - Domenico Rosa Rosa, dirigente sportivo italiano (n. 1922)
- 2006 - Herbert Buhtz, canottiere tedesco (n. 1911)
- 2006 - Terrence McCann, lottatore statunitense (n. 1934)
- 2006 - John Tenta, wrestler e lottatore di sumo canadese (n. 1963)
- 2006 - Abu Musab al-Zarqawi, terrorista giordano (n. 1966)
- 2008 - Jimmy Bonthrone, allenatore di calcio e calciatore scozzese (n. 1929)
- 2008 - Mustafa Khalil, politico egiziano (n. 1920)
- 2008 - Jos Minsch, sciatore alpino svizzero (n. 1941)
- 2008 - Dino Risi, regista e sceneggiatore italiano (n. 1916)
- 2008 - Horst Skoff, tennista austriaco (n. 1968)
- 2008 - Erick Wujcik, autore di giochi e autore di videogiochi statunitense (n. 1951)
- 2009 - Giovanni Carandente, critico d'arte e collezionista d'arte italiano (n. 1920)
- 2009 - Hugh Hopper, bassista e compositore britannico (n. 1945)
- 2009 - Kenny Rankin, cantante e compositore statunitense (n. 1940)
- 2009 - Aldo Salvi, musicista e compositore italiano (n. 1933)
- 2009 - Sia'osi Tu'ihala Alipate Tupou, II barone Vaea, politico tongano (n. 1921)
- 2010 - Stuart Cable, batterista e personaggio televisivo britannico (n. 1970)
- 2010 - Kurt Lauterbach, allenatore di pallacanestro e dirigente sportivo tedesco (n. 1921)
- 2011 - Jorge Semprún, scrittore e politico spagnolo (n. 1923)
- 2012 - Mervin Jackson, cestista statunitense (n. 1946)
- 2012 - Cotton Owens, pilota automobilistico statunitense (n. 1924)
- 2012 - Chuck Share, cestista statunitense (n. 1927)
- 2012 - Phillip Vallentine Tobias, paleontologo e medico sudafricano (n. 1925)
- 2012 - Bob Welch, musicista statunitense (n. 1945)
- 2012 - Abid Hamid Mahmud, generale e politico iracheno (n. 1957)
- 2013 - Victorio Casa, calciatore argentino (n. 1943)
- 2013 - Donna Hartley, velocista britannica (n. 1955)
- 2013 - Pierre Mauroy, politico francese (n. 1928)
- 2013 - Richard Ramirez, serial killer statunitense (n. 1960)
- 2013 - Augusto Tretti, regista, sceneggiatore e attore italiano (n. 1924)
- 2014 - José Carbone, calciatore argentino (n. 1930)
- 2014 - Alan Douglas, produttore discografico statunitense (n. 1931)
- 2014 - Kevin Elyot, drammaturgo e sceneggiatore inglese (n. 1951)
- 2014 - Fernando Lúcio da Costa, allenatore di calcio e calciatore brasiliano (n. 1978)
- 2014 - Bambi Fossati, cantante, compositore e chitarrista italiano (n. 1949)
- 2014 - Jacques Herlin, attore francese (n. 1927)
- 2014 - Ugo Marchesi, politico italiano (n. 1920)
- 2014 - Clara Schroth-Lomady, ginnasta statunitense (n. 1920)
- 2014 - David Tyšler, schermidore sovietico (n. 1927)
- 2015 - Giuseppe Casarrubea, storico e saggista italiano (n. 1946)
- 2015 - Chung Yong-hwan, calciatore sudcoreano (n. 1960)
- 2015 - Liliano Frattini, giornalista italiano (n. 1934)
- 2015 - Christopher Lee, attore e cantante britannico (n. 1922)
- 2015 - Cristina Mondadori, editrice, cardiologa e psichiatra italiana (n. 1934)
- 2015 - Cole Tucker, attore pornografico statunitense (n. 1953)
- 2015 - Vasilij Župikov, calciatore e allenatore di calcio sovietico (n. 1954)
- 2016 - Johnny Brooks, calciatore inglese (n. 1931)
- 2016 - Stephen Keshi, allenatore di calcio e calciatore nigeriano (n. 1962)
- 2016 - Pina Maisano Grassi, politica italiana (n. 1928)
- 2016 - Leandro Ribera Abad, pallanuotista spagnolo (n. 1934)
- 2016 - Sean Rooks, cestista e allenatore di pallacanestro statunitense (n. 1969)
- 2016 - Didargylyç Urazow, calciatore turkmeno (n. 1977)
- 2017 - Trento Longaretti, pittore italiano (n. 1916)
- 2017 - Françoise Mailliard, schermitrice francese (n. 1929)
- 2017 - Helene Stanton, attrice e cantante statunitense (n. 1925)
- 2017 - Thierry Zéno, regista e sceneggiatore belga (n. 1950)
- 2017 - Ed Victor, editore statunitense (n. 1939)
- 2018 - Irene Galter, attrice italiana (n. 1931)
- 2018 - Arie den Hartog, ciclista su strada olandese (n. 1941)
- 2018 - Erwin Mueller, cestista statunitense (n. 1944)
- 2018 - Francis Smerecki, calciatore e allenatore di calcio francese (n. 1949)
- 2019 - Ryszard Bugajski, regista polacco (n. 1943)
- 2019 - Serguei, cantante, compositore e showman brasiliano (n. 1933)
- 2019 - Narciso Ibáñez Serrador, regista uruguaiano (n. 1935)
- 2019 - Renzo Patria, politico italiano (n. 1933)
- 2020 - Bettina Heinen-Ayech, pittrice tedesca (n. 1937)
- 2020 - Péter Marót, schermidore ungherese (n. 1945)
- 2020 - Ken Riley, giocatore di football americano statunitense (n. 1947)
- 2020 - Roger Saint-Vil, calciatore haitiano (n. 1947)
- 2020 - Edith Thallaug, attrice teatrale norvegese (n. 1929)
- 2020 - Ralph Wright, calciatore inglese (n. 1947)
- 2021 - Guglielmo Epifani, sindacalista e politico italiano (n. 1950)
- 2021 - Richard Longenecker, biblista statunitense (n. 1930)
- 2021 - Ali Akbar Mohtashamipur, politico e diplomatico iraniano (n. 1947)
- 2021 - Irwin Unger, storico statunitense (n. 1927)
- 2021 - Fulvio Varljen, calciatore e allenatore di calcio italiano (n. 1936)
- 2021 - Yoo Sang-chul, calciatore e allenatore di calcio sudcoreano (n. 1971)
- 2022 - Isaac Berger, sollevatore statunitense (n. 1936)
- 2022 - Silvio Franchi, calciatore italiano (n. 1932)
- 2022 - Umberto Leanza, giurista italiano (n. 1933)
- 2022 - Marco Luzzago, religioso, dirigente d'azienda e medico italiano (n. 1950)
- 2022 - Jean-Louis Schefer, critico d'arte, filosofo e storico dell'arte francese (n. 1938)
- 2022 - Augusto Vegezzi, filosofo, saggista e insegnante italiano (n. 1932)
- 2023 - Marino Busdachin, politico e attivista italiano (n. 1956)
- 2023 - Irma Capece Minutolo, cantante lirica e attrice italiana (n. 1935)
- 2023 - The Iron Sheik, wrestler e lottatore iraniano (n. 1942)
- 2023 - Don Lancaster, ingegnere, informatico e scrittore statunitense
- 2023 - Red Morrison, cestista statunitense (n. 1932)
- 2023 - Toto Torquati, pianista, tastierista e arrangiatore italiano (n. 1942)
- 2023 - Raffaele de Marinis, archeologo e funzionario italiano (n. 1941)
- 2024 - William Anders, astronauta, generale e funzionario statunitense (n. 1933)
- 2024 - Jean-Kasongo Banza, calciatore della Repubblica Democratica del Congo (n. 1974)
- 2024 - David Boaz, politologo statunitense (n. 1953)
- 2024 - Attilio Cassinelli, illustratore italiano (n. 1923)
- 2024 - André Ferreira, pallavolista brasiliano (n. 1964)
- 2025 - José Luis Mollaghan, arcivescovo cattolico argentino (n. 1946)